# Microsorum linguiforme
Microsorum linguiforme är en stensöteväxtart som först beskrevs av Georg Heinrich Mettenius, och fick sitt nu gällande namn av Edwin Bingham Copeland. Microsorum linguiforme ingår i släktet Microsorum och familjen Polypodiaceae. Inga underarter finns listade.

## Bildgalleri

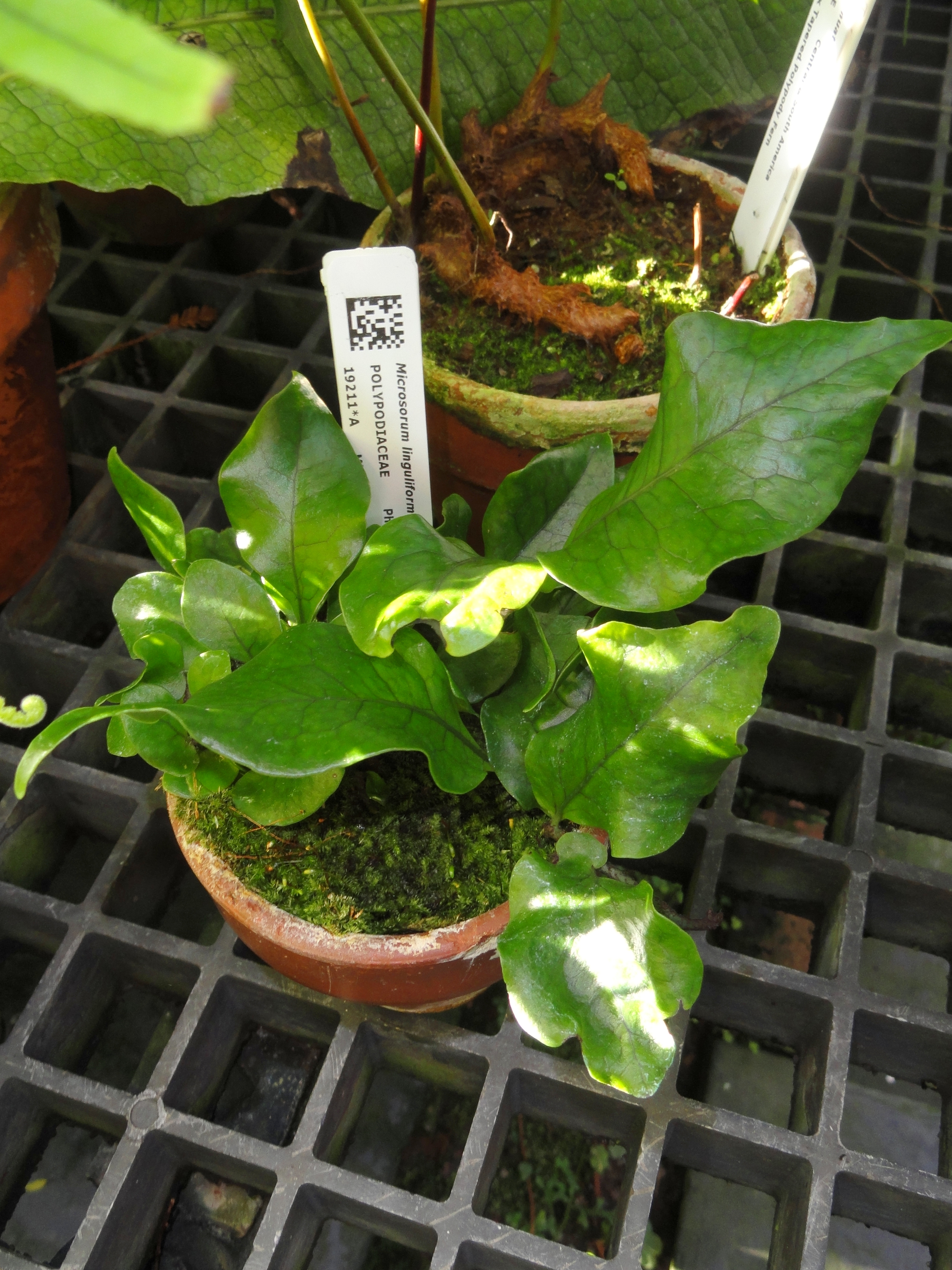